# Valentín Valiente
Pour les articles homonymes, voir Valiente.
Valentín Valiente est l'une des sept paroisses civiles de la municipalité de Sucre dans l'État de Sucre au Venezuela. Sa capitale est Caigüire.